# Miss Italia nel mondo 1994
La quarta edizione di Miss Italia nel mondo si è svolta presso le Terme Berzieri di Salsomaggiore Terme il 24 agosto 1994 ed è stata condotta da Paolo Bonolis. Vincitrice del concorso è risultata essere l'uruguaiana Claudia Cremonese Moratto.

## Piazzamenti
| Risultato finale           | Concorrente                           |
| -------------------------- | ------------------------------------- |
| Miss Italia nel mondo 1994 | - Uruguay - Claudia Cremonese Moratto |

## Concorrenti[1]
01 Uruguay - Claudia Cremonese Moratto
02 Belgio - Lidia Gervasi
03 Galles - Linda Marchetti
04 Gran Bretagna - Lisa Jayne Pompili